# Formazione (stratigrafia)

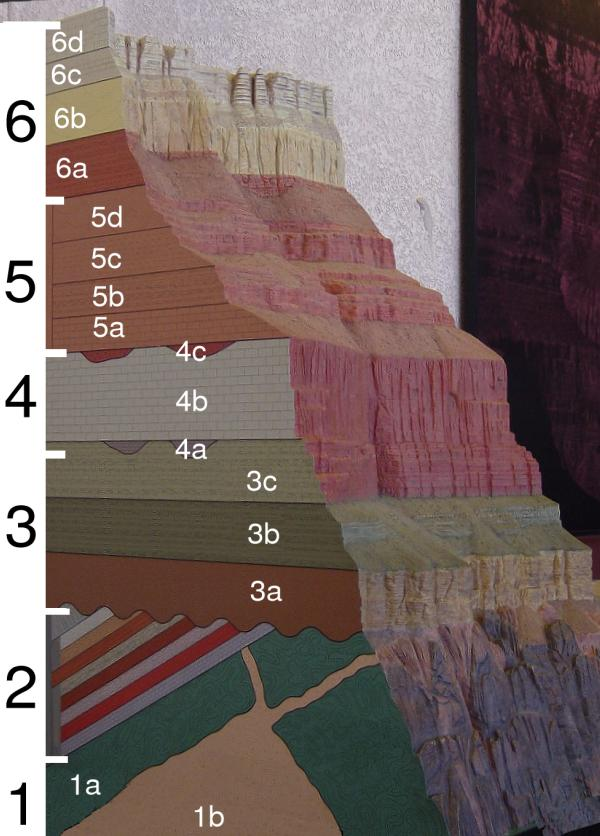
Una sezione trasversale del Grand Canyon. I numeri in nero corrispondono ai gruppi di formazioni, mentre quelli in bianco designano le formazioni (clicca sull'immagine per ulteriori informazioni).

Una formazione geologica (o semplicemente formazione) è l'unità fondamentale della litostratigrafia. Essa consiste in un certo numero di strati rocciosi che presentano una litologia comparabile o caratteristiche simili tali da essere riconoscibili e che permettono di distinguere tali strati da altri adiacenti presenti superiormente, inferiormente e anche lateralmente.
Le formazioni non sono definite in base allo spessore del livello roccioso, quest'ultimo anzi può variare nettamente da una formazione all'altra, e neppure rigorosamente definite in base alla loro età, ovvero una formazione geologica ha certamente una datazione di inizio deposizione ed una di fine deposizione, ma questa può anche variare da località a località in funzione dell'evoluzione geologica di un'area e soprattutto non necessariamente tutte le rocce depostesi in un certo intervallo di tempo in una determinata regione devono essere attribuite alla medesima formazione.
Il concetto di strati o superfici divisi formalmente è al centro della disciplina geologica della stratigrafia. Una formazione può essere divisa in membri e più formazioni a loro volta sono organizzate in gruppi e supergruppi.